# Mostar ostroma
Mostar ostroma (szerbhorvátul: Opsada Mostara) a boszniai háború alatt kétszer zajlott, először 1992-ben, majd később 1993 és 1994 között. Kezdetben 1992 áprilisa júniusa között a Horvát Védelmi Tanács (HVO) és a Bosznia-Hercegovinai Köztársaság hadserege (ARBiH) harcolt itt a szerbek uralta Jugoszláv Néphadsereg (JNA) ellen, miután Bosznia-Hercegovina kikiáltotta függetlenségét Jugoszláviától. Ez a szakasz a Horvát Hadsereg (HV) és a HVO által elindított Sakál hadművelet sikere után 1992 júniusában ért véget. Az első ostrom következtében Mostar mintegy 90 000 lakosa menekült el, és számos vallási épület, kulturális intézmény és híd rongálódott vagy semmisült meg.
A politikai környezet megváltozásával a boszniai horvátok és bosnyákok kezdtek harcolni egymás ellen, mely a horvát–bosnyák háborúban tetőzött. 1993 júniusa és 1994 áprilisa között a HVO vette ostrom alá a bosnyákok által ellenőrzött Kelet-Mostart, aminek következtében számos civil halt meg. A humanitárius segélynyújtás megszakadt, tíz mecset megrongálódott vagy megsemmisült, és a horvát tüzérség szétlőtte a történelmi műemlék Öreg hidat (Stari most). Az ellenségeskedés a washingtoni megállapodás 1994. márciusi aláírásával és a horvát–bosnyák szövetség létrehozásával ért véget.

## Háttér
1990-ben és 1991-ben a horvátországi és bosznia-hercegovinai szerbek számos „szerb autonóm területet” (SAO) hoztak létre. A szerbek e területek védelmére a jól felszerelt Jugoszláv Néphadsereget (JNA) használták fel. A JNA már 1990 szeptemberében vagy októberében megkezdte a boszniai szerbek felfegyverzését és milíciákba szervezését. 1991 márciusáig a JNA becslések szerint 51 900 lőfegyvert osztott szét szerb félkatonai szervezeteknek és 23 298 lőfegyvert a Szerb Demokrata Pártnak (SDS). Arra számítva, hogy a szerbek kiterjesztik a háborút Bosznia-Hercegovinára, a horvát kormány 1991-ben és 1992 elején kezdte meg a hercegovinai horvátok felfegyverzését, mely segített a bosnyák közösségek felfegyverzésében is. 1991 júliusától 1992 januárjáig a JNA és a szerb félkatonai alakulatok boszniai területeket használtak fel Horvátország elleni támadásokra. A horvátországi háború alatt Alija Izetbegović boszniai elnök a televízióban semlegességi nyilatkozatot tett kijelentve, hogy „ez nem a mi háborúnk”, és a szarajevói kormány nem tesz védekező intézkedéseket a boszniai szerbek és a JNA lehetséges támadásával szemben.
1991. március 25-én Karađorđevóban Franjo Tuđman horvát elnök találkozott Slobodan Milošević szerb elnökkel, hogy megvitassák Bosznia-Hercegovina felosztását. Novemberben megalakult az autonóm Herceg-Boszniai Horvát Közösség (HZ H-B), amely azt állította, hogy nincs kiválási célja, és az autonómia „jogalapot jelent a helyi önigazgatáshoz”. Megígérte, hogy tiszteletben tartja a boszniai kormányt azzal a feltétellel, hogy Bosznia-Hercegovina független marad „a korábbi és mindenféle jövőbeli Jugoszláviától”. Herceg-Bosznia elnökének Mate Bobant választották meg. Decemberben Tuđman a boszniai horvát vezetőkkel folytatott beszélgetésében azt mondta, hogy „a szuverenitásra Bosznia-Hercegovinának nincs kilátása”, és kijelentette, hogy már nem felel meg Horvátországnak, hogy a horvát politika „támogassa [Bosznia-Hercegovina] szuverenitását mindaddig, amíg ez nem történik meg.”
Miután a JNA részt vett a horvátországi háborúban, a mostari horvátok a JNA egységeit megszálló haderőnek tekintették. A JNA-t szerbpárti, a horvátokkal és bosnyákokkal (boszniai muszlimokkal) ellenséges erőnek tekintették. 1992. február 4-én a helyi horvátok tiltakozásul a JNA tartalékosainak a térségben mutatott viselkedése miatt blokád alá vették a Mostarból Čitlukba és Široki Brijegbe vezető utakat. Február 6-án a szerbek blokád alá vették a Mostarból Szarajevóba vezető utat. 1992. február 29-én és március 1-jén Bosznia-Hercegovinában függetlenségi népszavazást tartottak. A függetlenséget erősen támogatták a bosnyák és boszniai horvát szavazók, míg a boszniai szerbek nagyrészt bojkottálták a népszavazást. A választók többsége a függetlenségre szavazott, és 1992. március 3-án Alija Izetbegović elnök kikiáltotta Jugoszláviától való függetlenséget, amelyet Horvátország azonnal elismert.
Március 14-én Mostarban, a város JNA laktanyájánál lövések dördültek el. Másnap Mostar polgárai barikádokat állítottak fel és követelték a JNA erők kivonását. Április 1-jén több környező faluban és a Jasenica nevű déli külvárosban összecsapások voltak a JNA és a horvát erők között. Április 8-án a boszniai horvátok megalakították a Horvát Védelmi Tanácsot (HVO), melyhez nagy számú bosnyák is csatlakozott. Április 15-én a megalakult a Bosznia-Hercegovinai Köztársaság hadserege (ARBiH), ahol csapatok valamivel több mint kétharmada bosnyákokból, közel egyharmada pedig horvátokból és szerbekből állt. A szarajevói kormány igyekezett hatékony katonai erőt kialakítani a szerbek ellen. Izetbegović minden erejét arra összpontosította, hogy megtartsa Szarajevó irányítását. Bosznia-Hercegovina többi részén a kormánynak a HVO-ra kellett támaszkodnia, amely már megalkotta a védelmi erőit, hogy megállítsa a szerbek előrenyomulását.

## Az első ostrom

### Előzmények
1992 áprilisában több helyen harcok kezdődtek Hercegovinában. A JNA Milutin Kukanjac vezérezredes által vezetett 2. katonai körzete, az 5. Banja Lukai és a 9. Knini hadtest elemeit telepítette a kupresi régióba, elfoglalva a várost a Horvát Hadsereg (HV) és a HVO egységeitől, melyek az április 7-iki kupresi csatában közösen védték a területet, és már a délnyugatra fekvő Livnót és Tomislavgradot fenyegette. A JNA 4. katonai körzete, amelyet Pavle Strugar tábornok irányított, a 13. Bilećai és a 2. Titogradi hadtestet vetette be, hogy elfoglalja Stolacot és a Mostartól délre, a Neretva folyó keleti partján fekvő településeket. A Jugoszláv Légierő április 7-én és 8-án Široki Brijeg városát támadta meg.

### Az ostrom

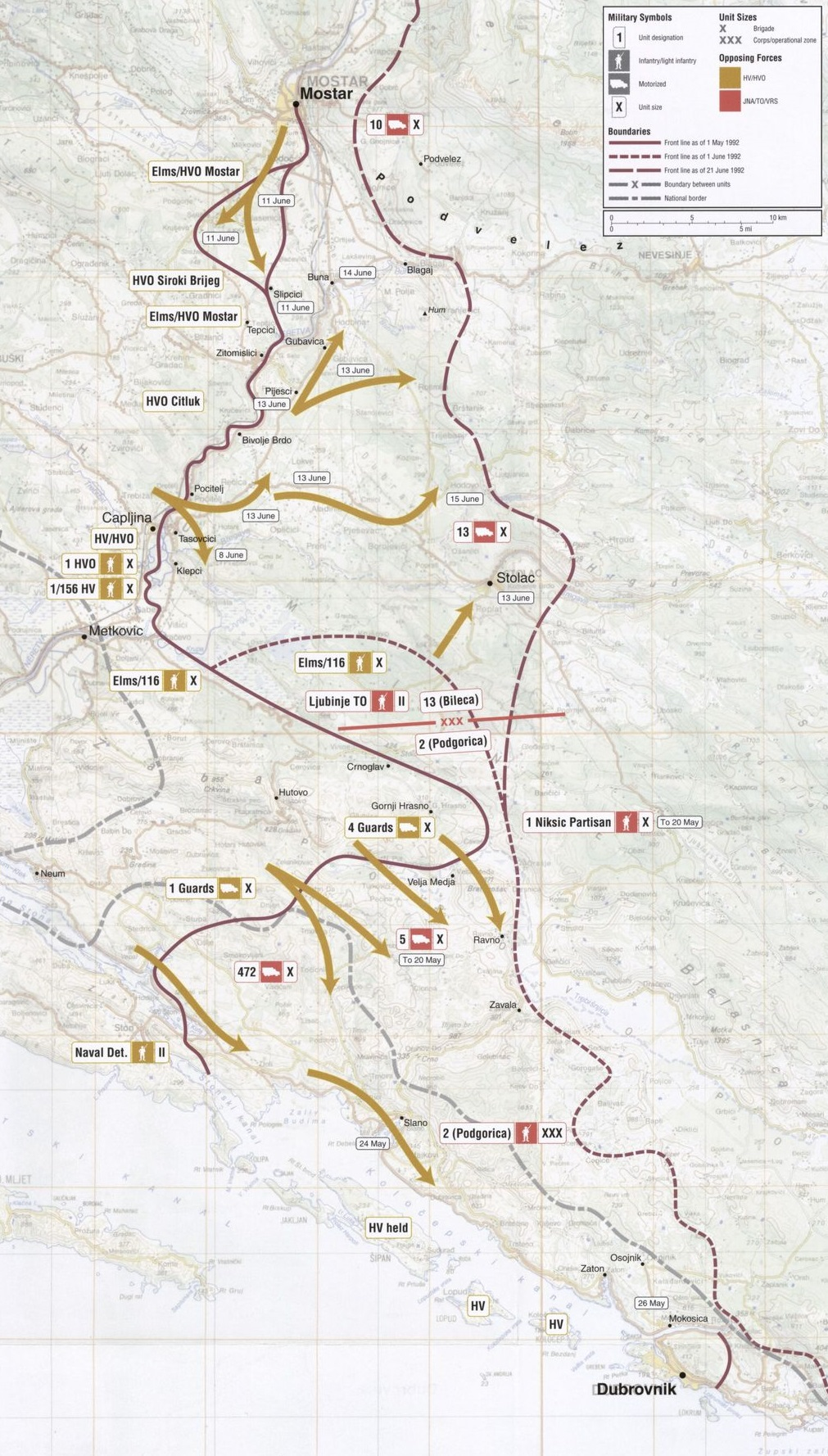
A Sakál hadművelet térképe, mely az első ostrom végét eredményezte

A JNA tüzérségi támadásai Mostar külvárosai ellen április 6-án kezdődtek, és onnantól kezdve a várost időszakosan ágyúzták. A következő héten a JNA fokozatosan átvette az ellenőrzést a város nagy része felett. Április 9-én a JNA erői visszaverték a horvát erők támadását a mostari katonai repülőtér ellen. A boszniai szerb területvédelmi erők április 11-én elfoglaltak két közeli vízerőművet a Neretva folyón. 1992. április 19-én Momčilo Perišić tábornok, a 13. Bilećai hadtest mostari erőinek parancsnoka utasította a tüzérségi egységeket, hogy támadják meg Cim, Ilići, Bijeli Brijeg és Donja Mahala környékét. A JNA mostari erői 17 000 katonát számláltak.
1992 februárjában az ausztriai Grazban megtartott első találkozón Mate Boban herceg-boszniai elnök, Tuđman horvát elnök képveseleltében Josip Manolić, Tuđman tanácsadója, korábban horvát miniszterelnök, valamint Radovan Karadžić, a Boszniai Szerb Köztársaság elnöke tárgyalt Bosznia-Hercegovina felosztásáról és a szükséges népességcserékről. Május 6-án Karadžić és Boban, ezúttal a bosnyák képviselők nélkül, ismét találkoztak Grazban, és megállapodást kötöttek a tűzszünetről és Bosznia-Hercegovina területi felosztásáról. A megállapodás nem tartalmazta Mostart, mivel a boszniai szerbek fenntartották, hogy Kelet-Mostarnak a szerb közigazgatási egységhez kell tartoznia, míg a boszniai horvátok úgy vélték, hogy a Banovina 1939-es határai alapján egész Mostarnak Horvátországhoz kell tartoznia. A felek útjai végül elváltak, és másnap a JNA és a boszniai szerb erők, amelyeket később a Boszniai Szerb Köztársaság hadseregére (VRS) kereszteltek át, támadást intéztek a horvátok által a folyó keleti partján birtokolt állások ellen. A Neretva keleti partján húzódó keskeny sávtól eltekintve a horvátok az északkeleten fekvő Bijelo Poljét tartotta ellenőrzésük alatt. A JNA állásai keletről a városra néző dombokon, a várostól délre a Hum-dombon, délen több külvárosban, északon pedig a terület egy részén helyezkedtek el.
A horvát hadsereg Sakál hadművelet kódnéven tervezett offenzívát a JNA és a VRS ellen. A hadművelet célja Mostar és az ostromlott Dubrovnik felmentése volt. A művelet előkészületeit Janko Bobetko HV tábornok irányította. Bobetko átszervezte a HVO parancsnoki struktúráját. Május végén a HVO erői támadássorozatba kezdtek a JNA és a VRS állásai ellen Mostar környékén. Május 23-án a HVO elfoglalta a Hum-hegyet. A Sakál hadművelet június 7-én kezdődött, amikor a HV/HVO erők Čapljinából keletre és északra nyomultak Stolac és Mostar felé. A főtámadás támogatására a HVO megtámadta a VRS-nek a Neretva nyugati partján levő állásait, majd június 11-én bevette az Orlovac-hegyet és délnyugatra fekvő Varda, Čule és Kruševo falvakat, valamint a délre fekvő Jasenicát és Slipčićit. A következő napon a HVO az összes megmaradt VRS-erőt a Neretva folyótól keletre lökte vissza. Június 13-án a szerb erők leromboltak két Neretván átívelő hidat, csak a Stari Most híd maradt meg, de az is megsérült.
Eközben a HV/HVO haderő gyorsan nyomult előre, és június 14-én elérte Mostar elővárosait. Június 15-re a HVO megszilárdította Stolac birtoklását, és a HVO 4. mostari zászlóalja elfoglalta a mostari JNA „Sjeverni logor” laktanyát. Annak érdekében, hogy létrejöjjön a kapcsolat az előrenyomuló HV és HVO egységekkel, amelyek mostari HVO erők, a HV támogatásával Bunán és Blagajon keresztül nyomultak észak felé, a 4. gárdadandár 4. zászlóalja a városból Jasenicán keresztül nyomult délre. A két előrenyomuló haderő június 17-én a Mostari nemzetközi repülőtéren találkozott. A HVO megtisztította a szerb erőktől az északkeleti Bijelo Polje negyedet, és a Velež-hegy lejtőin haladt tovább kelet felé. Miután a VRS kivonult Mostar keleti részéből, a szerbek elmenekültek a városból. Június 21-re a VRS teljesen kiszorult Mostarból. Az ARBiH csak másodlagos szerepben támogatta a város felőli keleti nyomulást. A HVO akkoriban horvátokból és bosnyákokból is állt. Bár a frontvonal még most is közel volt Mostarhoz, a Neretva keleti partján, a közvetlenül Mostarra néző magaslatot a HV és a HVO erői biztosították. A HVO megkezdte Mostar ellenőrzését és a hatalomátvételkor Boban elbocsátotta a bosnyákokat a közéletből, helyükre keményvonalas HDZ-pártiakat ültetett, a város körül útlezárásokat állított fel, és korlátozta a bosnyákok mozgásszabadságát Mostaron belül és kívül.

### Következmények

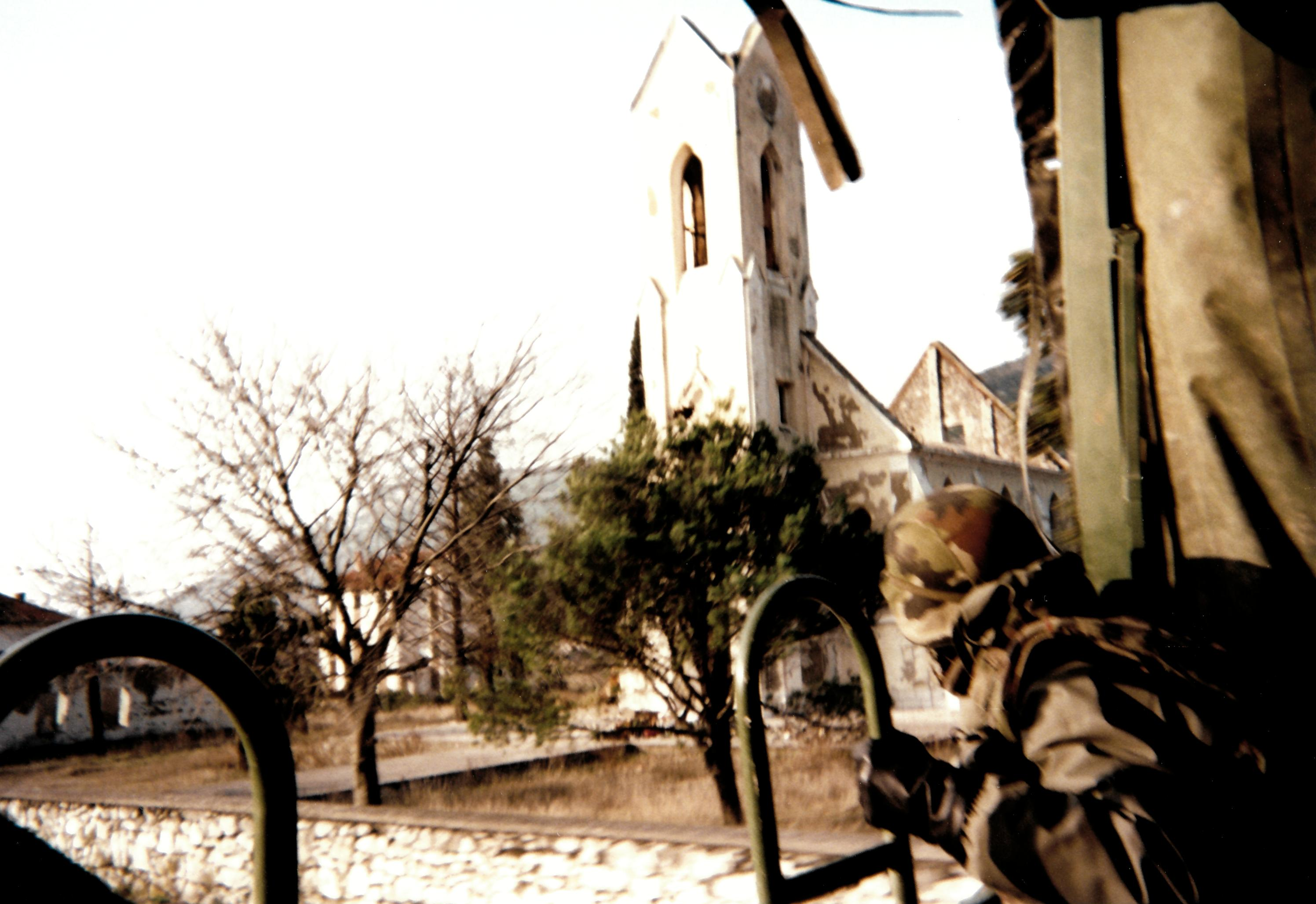
A Mostar melletti Potoci lerombolt temploma 1992-ben

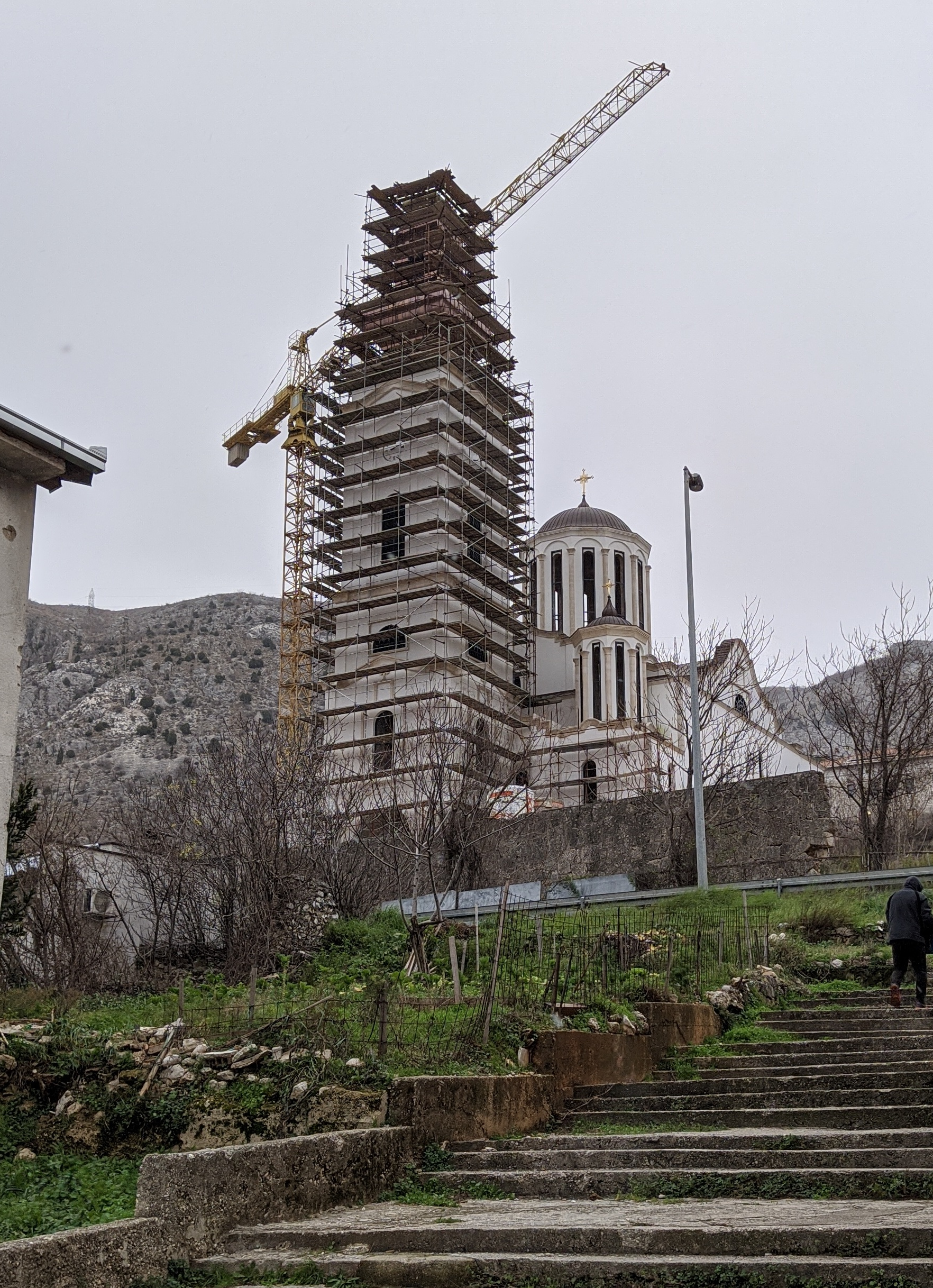
A mostari szerb ortodox székesegyház az újjáépítés közben

A JNA ágyúzása miatt az ostrom alatt Mostar erősen megsérült. Az elpusztult vagy súlyosan megrongálódott épületek között volt a Szűz Mária székesegyház, a ferences templom és kolostor, a püspöki palota (több mint 50 000 kötetes gyűjteménnyel), a 14 mecsetből 12, a történeti múzeum, a levéltár és számos egyéb kulturális intézmény. A város összes hídja megsemmisült, így csak az Öreghíd maradt meg egyetlen fennmaradó folyami átkelőhelyként. 1992. június közepén, miután a frontvonal kelet felé mozdult el, a HVO lerombolta a szerb ortodox Žitomislić-kolostort, míg az ortodox Szentháromság-székesegyházat egy azonosítatlan csoport gyújtotta fel. A JNA-t a nem szerbek zaklatásával, valamint bosnyákok és horvátok tulajdonának kifosztásával/felgyújtásával vádolták. Mostar 120 000 lakosa közül körülbelül 90 000 elmenekült. Az ostrom alatt Mostart elhagyó bosnyákok ezrei kezdtek visszatérni a városba. Őket sok bosnyák menekült követte, akik olyan boszniai városokból érkeztek, amelyeket megszállt a VRS.
A Belgrádi Emberi Jogi Központ és Stratégiai Marketing Csoport által a 2000-es években Szerbiában végzett közvélemény-kutatások szerint a válaszadók kevesebb, mint 20 százaléka gondolta úgy, hogy a JNA valóban ostromolta Mostart.

## A második ostrom

### Előzmények
Bár eredetileg baráti viszonyban álltak, a két szövetséges, a bosnyákok és a horvátok viszonya 1992 második felére romlani kezdett. A horvát kormány kettős játékot játszott Bosznia-Hercegovinában: „a katonai megoldáshoz Boszniára szövetségesként, a diplomáciai megoldáshoz viszont áldozatként volt szükség”. Tuđman a Horvát Demokratikus Közössége (HDZ) fontos pozíciókat töltött be a boszniai kormányban, beleértve a miniszterelnökséget és a védelmi minisztériumot is, de ennek ellenére külön politikát folytatott, és a HVO integrálását az ARBiH-ba megtagadta. Jerko Doko, a boszniai védelmi miniszter a fegyverek beszerzésében előnyben részesítette a HVO-t. 1992 januárjában Tuđman megszervezte, hogy a Bosznia-Hercegovinai Horvát Demokratikus Közösség (HDZ BiH) egységes boszniai állam hívének minősülő elnöke Stjepan Kljuić kiszoruljon az irányításból, és helyére az a Mate Boban kerüljön, aki előnyben részesítette Bosznia-Hercegovina horvátok lakta részeinek annektálását Horvátországhoz. A pártban szakadás alakult ki a közép- és észak-boszniai, etnikailag vegyes területekről származó horvátok és a Hercegovinából származó horvátok között. A bosnyák Demokratikus Akciópárton (SDA) belül is regionális lobbik működtek, eltérő érdekekkel, amelyekhez Szarajevó, Közép-Bosznia, Hercegovina, Bosanska Krajina és a Szandzsák tartozott.
Izetbegovićra Tuđman részéről erős nyomás nehezedett, hogy egyezzen bele egy Horvátországgal való bosznia-hercegovinai konföderációba; Izetbegović azonban meg akarta akadályozni, hogy Bosznia-Hercegovina Horvátország vagy Szerbia befolyása alá kerüljön. Izetbegović azért is ellenezte ezt, mert ez egyéb okok mellett, megbénítaná a bosnyákok és szerbek megbékélését, egyúttal lehetetlenné tenné a bosnyák menekültek visszatérését Kelet-Boszniába. Izetbegović ultimátumot kapott Bobantól is, hogy ha nem hirdeti ki a konföderációt Tuđmannal, a horvát erők nem segítenek megvédeni Szarajevót a 40 km távolságra lévő szerb erőktől. Június elejétől viták kezdődtek a bosnyákok és horvátok között a katonai együttműködésről és hadseregeik esetleges összevonásáról. A horvát kormány azt javasolta, hogy az ARBiH székhelyét helyezzék el Szarajevóból és kerüljön közelebb Horvátországhoz, továbbá a horvát befolyás erős növelése érdekében szorgalmazta annak átszervezését.
Júniusban és júliusban Boban növelte a nyomást „azáltal, hogy akadályozta azoknak a fegyvereknek a szállítását, amelyeket a szarajevói kormány az ENSZ-nek a volt Jugoszláviába irányuló szállítmányokra vonatkozó embargója megkerülésével titokban vásárolt.” 1992. július 3-án az eredeti, 1991. novemberi határozat módosításával hivatalosan kihirdették a Herceg-Boszniai Horvát Közösség megalakulását. Boban saját rendőrséget, hadsereget, pénznemet és oktatást követelt, és kiterjesztette hatalmát számos olyan körzetre, ahol a bosnyákok voltak többségben. Csak a horvát zászló használatát engedélyezte, az egyetlen engedélyezett pénznem a horvát kuna volt, hivatalos nyelve a horvát volt, és horvát iskolai tantervet is elfogadtak. Fővárosnak Mostart jelölték ki, ahol csekély többségben a bosnyákok voltak. Július 21-én Izetbegović és Tuđman Zágrábban aláírta a Bosznia-Hercegovina és Horvátország közötti barátsági és együttműködési megállapodást. A megállapodás lehetővé tette számukra, hogy „együttműködjenek a [szerb] agresszió elleni küzdelemben” és összehangolják katonai erőfeszítéseiket. A HVO-t az ARBiH parancsnoksága alá helyezte. Az együttműködés nem volt harmonikus, de lehetővé tette az ARBiH-nak szánt fegyverek Horvátországon keresztüli szállítását, és az Egyesült Nemzetek Biztonsági Tanácsának 713. számú határozata által jóváhagyott fegyverembargó kikerülésére Boban által blokkolt csatornák újranyitását.
1992 nyarán a HVO elkezdte megtisztítani sorait a bosnyákoktól, akik közül sokan látva, hogy a horvátok szeparatista célokat tűztek ki maguk elé az ARBiH-ba távoztak. Ahogy a boszniai kormány elkezdte hangsúlyozni iszlám jellegét, a horvát tagok elhagyták az ARBiH-ot, hogy csatlakozzanak a HVO-hoz, vagy egyszerűen kizárták őket. Szeptember végén Izetbegović és Tuđman ismét találkozott és megpróbált katonai koordinációt létrehozni a VRS ellen, sikertelenül. Októberre a megállapodás összeomlott, majd Horvátország fegyverek lefoglalásával átirányította a Bosznia-Hercegovinába menő fegyverszállítás nagy részét, jelentős mennyiséget lefoglalva magának és Boban is felhagyott egy bosnyák kormánnyal kötött szövetséggel. 1992 októberétől az Izetbegovićhoz hű bosnyák csapatok több iszlám ország mudzsahed önkénteseivel megerősítve (az El-Mudžahid) harcot kezdtek a horvát hadsereg által támogatott boszniai horvát erők ellen. Ezen a ponton a horvát-bosnyák konfliktus elérte a hosszan tartó tüzérségi párbajok idejét. Akkoriban a HVO létszáma 45 000, míg az ARBiH-é 80 500 volt. Az ARBiH azonban még mindig nagyon rosszul volt felszerelve, és még 1993 végén is csak 44 000 katonát tudott lőfegyverrel ellátni. Novemberre a horvát erők Bosznia-Hercegovina mintegy 20 százalékát ellenőrizték. Az eszkaláció folytatódásával a zágrábi kormány HV egységeket és különleges belügyi erőket (MUP RH) telepített Bosznia-Hercegovinába. Božo Raić, Bosznia-Hercegovina horvát nemzetiségű védelmi minisztere és a HDZ tagja  a szerb kormányt hibáztatta a szakadásért, és „józanságra” kérte a bosnyák felet.
A JNA és a VRS erők mostari távozása után a feszültség a horvátok és a bosnyákok között egyre nőtt. 1993. április közepére Mostar kettészakadt várossá vált, amelynek nyugati részét a HVO-erők uralták, a keleti részén pedig az ARBiH nagy része koncentrálódott. Az ARBiH 4. hadtestének (mely Arif Pašalić parancsnoksága alatt állt) székhelye Kelet-Mostar volt. A HVO délkelet-hercegovinai egységei Miljenko Lasić parancsnoksága alatt álltak. A horvát–bosnyák háború már a Közép-Boszniában dúlt, de a legrosszabb az volt, hogy elérte Mostart. A két fél közti mostari tűzpárbaj következtében áprilisban többen is meghaltak. A két fél fegyverszünetben állapodott meg, amely nem tartott sokáig. Április végére a horvát-bosnyák háború teljes hevességgel tört ki. Április 21-én Gojko Šušak horvát védelmi miniszter Zágrábban találkozott Lord Owennel. Šušak dühének adott hangot a bosnyákok viselkedése miatt, és azt mondta, hogy Kelet-Hercegovinában két horvát falu inkább szerb kézre került ahelyett, hogy megkockáztatta volna, hogy a bosnyákok ellenőrzése alá kerüljön.

### A harcok kitörése
A harcok 1993. május 9-én a hajnali órákban kezdődtek. Mostar keleti és nyugati oldala is tüzérségi tűz alá került. A bizonyítékok azonban az 1993. május 9-iki támadás kezdetét illetően továbbra is nagyon megosztottak. Május 9-e előestéjén mind a HVO, mind az ARBiH potenciális támadásra készült. A nemzetközi közösség megfigyelői mind azt állították, hogy a HVO 1993. május 9-én indította el a támadást. A támadás felháborodást váltott ki az ENSZ-ben. Az UNPROFOR parancsnoka, Lars-Eric Wahlgren tábornok „jelentős horvát támadásnak” nevezte. Az ARBiH tagjai kijelentették, hogy a HVO támadást indított az ARBiH ellen. A HVO szerint az ARBiH május 9-én délelőtt megtámadta a HVO által birtokolt Tihomir Mišić laktanyát, más néven Sjeverni logort (Északi Tábor). Mindazonáltal nincs olyan dokumentum, amely megerősítené, hogy akár a HVO, akár az ARBiH támadást indított 1993. május 9-én.
A Herceg-Bosznia/HVO vezetése elleni perben az ICTY arra a következtetésre jutott: „1993. május 9-én a HVO komoly támadást intézett az ARBiH ellen Mostarban, amelynek során bevette a Vranica épületegyüttest, ahol az ARBiH főhadiszállása volt. A több napig tartó hadművelet során az HVO katonái felrobbantották a Baba Besir mecsetet, a HVO katonái tömegesen tartóztatták le a muszlimokat Nyugat-Mostarban, és választották el a férfiakat a nőktől, gyerekektől és idősektől. A belügyminisztérium épületében és a Dohányintézetben tartották fogva, ahol durván megverték őket. Más férfiakat – egyesek az ARBiH-hoz tartozók voltak, mások nem – a Gépészmérnöki Karon vettek őrizetbe és vertek meg. Tíz ARBiH katona baleset következtében halt meg. A nyugat-mostári nőket, gyerekeket és időseket a Heliodromba küldték, ahol néhány napig fogva tartották őket, mielőtt hazatérhettek volna.”
A HVO kiűzte a bosnyákokat az általa ellenőrzött Mostar területeiről, a Dretelj, a Heliodrom, a Gabela és Ljubuški táborokba küldte őket, ahol éheztették, megkínozták és megölték őket. Az HVO minden fronton passzívvá vált a VRS-szel szemben, vagy egyenesen együttműködött velük. A kivétel Orašje, Usora és Bihács jelentette, ahol megtartották a szövetséget az ARBiH-hal. Tuđman elbocsátotta az ARBiH elleni háborút ellenző magas rangú HV tiszteket, és Janko Bobetkot horvát vezérkari főnökké nevezték ki.

### A konfliktus eszkalálódása

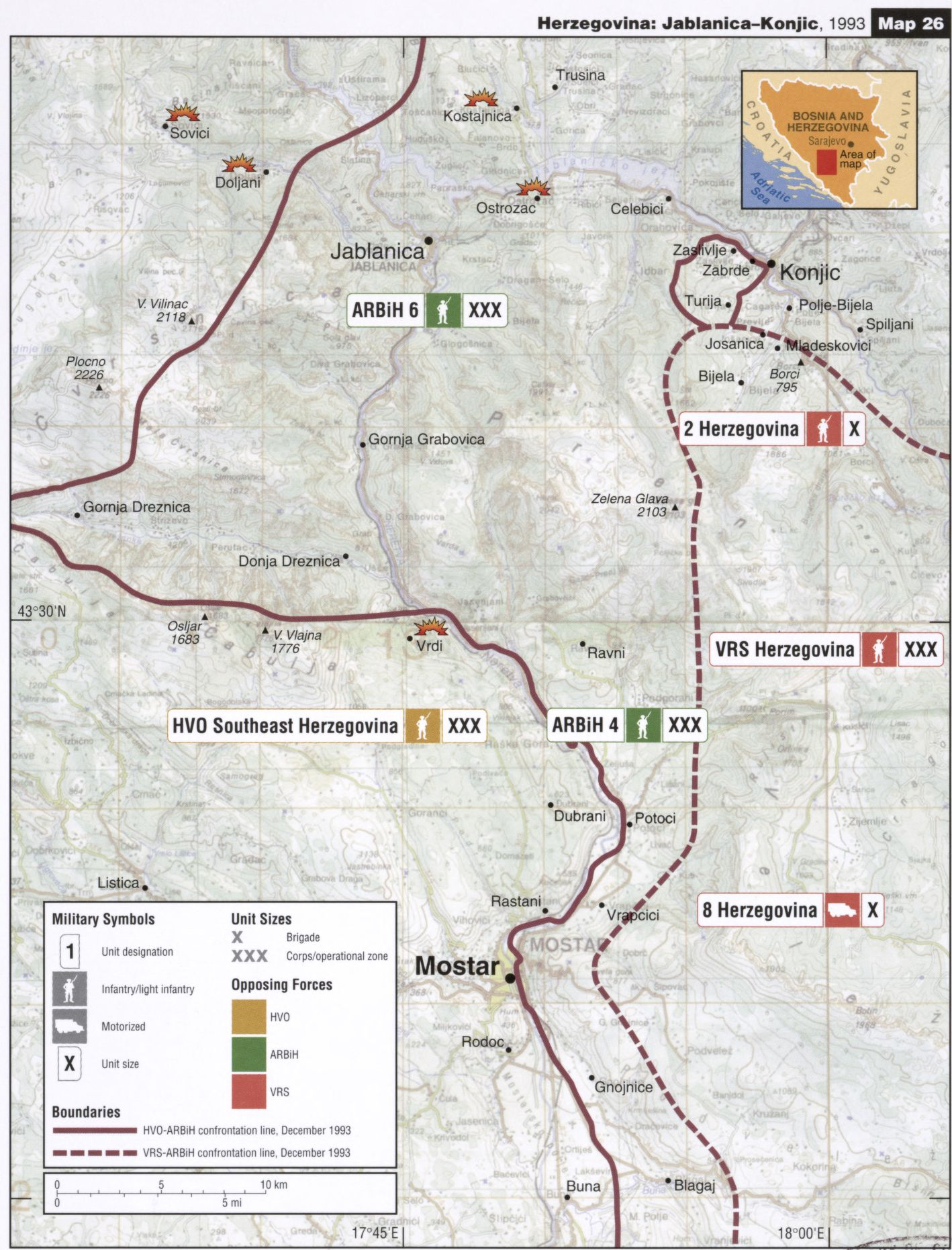
A frontvonalak Hercegovina északi és középső részén 1993 végén

A fő háborús helyszínek május 9-én a HVO által birtokolt Tihomir Mišić laktanya és az ARBiH nyugat-mostari főhadiszállása voltak a Vranicaként emlegetett épületegyüttes alagsorában. Az épületet május 9-én heves bombázások érték, a HVO pedig másnap elfoglalta. Később 10, az épületből elvitt bosnyák hadifoglyot öltek meg. A következő napokban heves utcai csaták zajlottak. Május 13-án Milivoj Petković, a HVO parancsnoka és Sefer Halilović, az ARBiH parancsnoka tűzszüneti megállapodást írt alá. A csaták azonban tovább folytatódtak a városban. Május 16-án a HVO elfoglalt egy kis területet a Neretva jobb partján. A helyzet május 21-én megnyugodott, és a két oldal továbbra is a fronton maradt.
Június elejére már a HVO ellenőrizte Mostar jelentős részét. A HVO-nak öt dandárja, egy különleges erők ezrede és körülbelül öt katonai rendőrzászlóalja volt. Ezeket az erőket a délnyugat-hercegovinai városok, köztük Ljubuški, Čitluk és Čapljina városai is támogatták. Ezzel szemben az ARBiH 4. hadtestének csak a 41. Mostari dandárja volt közvetlen mostari parancsnokság alatt. A 4. hadtest, négy dandárba szervezve, összesen körülbelül 4000 emberből állt. 1993 elején a HVO fő vezérkara a délkelet-hercegovinai hadműveleti zónában 6000 tisztre és katonára tette a HVO létszámát.
Június 30-án az ARBiH elfoglalta a Neretva keleti partján található Tihomir Mišić laktanyát, a folyón egy vízierőművet és a város fő északi megközelítését. Az ARBiH átvette az irányítást Mostar északkeleti részén található Vrapčići negyed felett is. Így biztosították a város egész keleti részét. Július 13-án az ARBiH újabb támadásba lendült, és elfoglalta a Mostartól délre fekvő Bunát és Blagajt. Két nappal később heves harcok folytak a frontvonalon Mostar északi és déli megközelítése felett. A HVO ellentámadást indított, és visszafoglalta Bunát. Az ARBiH képtelen volt megismételni Közép-Boszniában a HVO ellen aratott győzelmeit, és teljesen kiűzni a horvát erőket. A város nyugati részén a HVO továbbra is irányított. Ezután Nyugat-Mostarból kiűzték a bosnyák lakosságot, miközben férfiak ezreit vitték rögtönzött táborokba, többségüket a Mostartól délre fekvő Dretelj falu közelében lévő egykori helikopter-leszállóhelyre. Az ARBiH horvát foglyokat tartott fogva a Mostartól északra fekvő Potoci faluban, és a mostari negyedik általános iskolai táborban. Mindkét fél leállt a gyalogos támadásokkal, és ágyúzásra, valamint lövöldözésre tértek át, bár a HVO nehézfegyverzetbeli fölénye súlyos károkat okozott Mostar keleti részén.
1993 júniusa és 1994 áprilisa között a HVO Mostar keleti oldalát ostromolta. Az ICTY megállapította, hogy „ebben az időszakban Kelet-Mostar és a nyugati Donja Mahala környéke a HVO hosszan tartó katonai támadásnak volt kitéve, beleértve heves és megszakítás nélküli lövöldözést és ágyúzást. Ez a folyamatos tüzelés és ágyúzás sok áldozatot, köztük haláleseteket okozott és sok civil, valamint a nemzetközi szervezetek több képviselője esett ezeknek áldozatul, de tíz mecset is súlyosan megrongálódott vagy megsemmisült. A HVO akadályozta, sőt időnként teljesen elzárta a humanitárius segélyek útját, így a muszlim lakosság rendkívül zord körülmények között, élelem, víz, villany és megfelelő ellátás nélkül kényszerült élni. Mielőtt a frontvonalon át Kelet-Mostarba űzték át őket, sok nőt, köztük egy 16 éves lányt erőszakoltak meg a HVO katonái.”] A HVO több mint 100 000 lövedéket lőtt ki Kelet-Mostarra. A horvát-bosnyák konfliktus idején a még mindig nagyobb erőt képviselő szerbek helyi kiegyensúlyozó politikát folytatva és a gyengébb oldallal szövetkezve, mind a bosnyákokkal, mind a horvátokkal együttműködtek. A tágabb mostari térségben a szerbek a bosnyák oldalnak nyújtottak katonai támogatást. A VRS tüzérsége abbahagyta az ARBiH csapatok lövését Mostar keleti részén, és a Mostarra néző dombokon telepített HVO-állásokat lőtte.
1993 szeptemberében az ARBiH, hogy áttörjön a déli Neretva-völgybe, és legyőzze a HVO-t Hercegovinában Neretva '93 néven hadműveletet indított a HVO ellen. Összehangolt támadások indultak a térségben található HVO állások ellen. A támadás középpontjában a HVO Mostartól északra fekvő Vrdi fellegvára állt, de a HVO-nak sikerült visszavernie a támadást. Az ARBiH és a HVO erői összecsaptak Mostarban, valamint Bijelo Polje és Raštani külvárosában. Az ARBiH a városból kifelé, három irányban végrehajtott támadással korlátozott nyereséget ért el. A HVO szeptember 23-án a város keleti részére kilőtt tüzérségi lövedékekkel válaszolt, szeptember 24-én pedig eredménytelen ellentámadást indított. Az ARBiH és a HVO tüzérsége további károkat okozott a városnak, de egyik fél sem ért el jelentős eredményt. Több napos tárgyalások után október 3-án tűzszünetet kötöttek. A hadművelet során a mostartól északra fekvő falvakban több tucat horvát civil vesztette életét. Október 22-én Tuđman utasította Šušakot és Bobetkót, hogy továbbra is támogassa Herceg-Boszniát, hisz „a horvát állam jövőbeli határait alakítják ott”.

### A mostari Öreg híd lerombolása

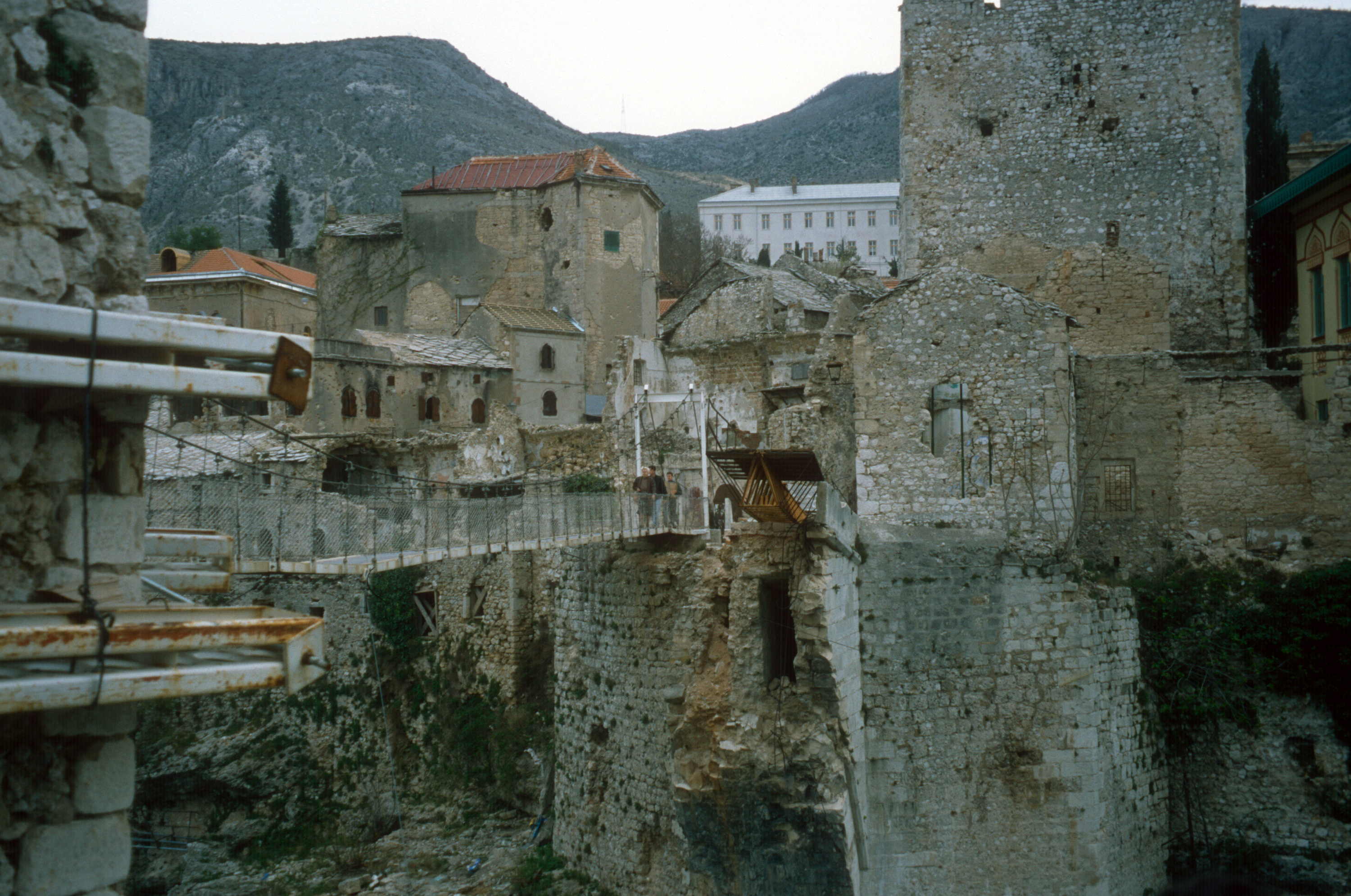
A lerombolt Öreg híd a helyén létesített ideiglenes kábelhíddal

A JNA ostromának vége után az Öreg híd volt az utolsó híd, amely összekötötte a Neretva folyó két partját. Az ARBiH a híd közvetlen közelében létesített állásokat, amelyet az ARBiH 1993 májusa és novembere között a frontvonalon folytatott harci tevékenységre, a Neretva jobb és bal partjának lakói pedig kommunikációs eszközként és szállításra használtak. Az Öreg hidat 1993 júniusában a HVO ágyúzta, majd november 8-án egy HVO harckocsi addig lőtte a hidat, amíg az november 9-én a Neretva folyóba nem omlott.
A Herceg-Bosznia vezetésével november 10-én tartott megbeszélésen Tuđman megkérdezte, hogy ki rombolta le a hidat. A vezetés tagadta a felelősséget, Boban például azt válaszolta, hogy „annyira lőtték már korábban, miközben szörnyű esőzések is voltak, hogy magától összeomlott”, míg Prlić szerint embereik nem tudták elérni a hidat. Tuđmant a nemzetközi közösség és a média reakcióinak korlátozása foglalkoztatta. A horvát állami tulajdonú Vjesnik napilap „a világot hibáztatta, amely nem tett semmit a háború megállításáért”, míg a Horvát Rádió és Televízió a bosnyákokat tette felelőssé. A pusztítás gyakorlatilag teljes elszigeteltségbe juttatta Donja Mahala a Neretva jobb partján maradt bosnyák enklávéját. Néhány nappal később a HVO lerombolta a rögtönzött Kamenica hidat is, amelyet az ARBiH épített még 1993 márciusában. Az ICTY a Prlić és társai elleni perében arra a következtetésre jutott, hogy a híd legitim katonai célpont volt a HVO számára, de a megsemmisítése aránytalan károkat okozott Mostar bosnyák polgári lakosságának. Az elnöklő bíró, Jean-Claude Antonetti külön véleményt nyilvánított, és kijelentette, hogy „a videofelvétel elemzése nem tette lehetővé a bírói kamara számára, hogy minden kétséget kizáróan megállapítsa, ki okozta az Öreg híd végzetes összeomlását.”

### A washingtoni megállapodás
1993 szeptemberében a horvát és a bosnyák fél megbékélési kísérletét meghiúsította a Bosznia középső részén és Mostarban folytatódó harc, valamint az a tény, hogy a bosnyákokat akkoriban nem érdekelte a béke. 1993 nyarán Tuđman és Milošević saját tervet javasolt a három köztársaság laza uniójára. Izetbegović közölte, azzal a feltétellel állapodik meg, hogy a bosnyákoknak jutó terület Bosznia-Hercegovina legalább 30 százalékát foglalja magában, és hozzáférjen a Száva folyóhoz valamint az Adriai-tengerhez. A szerb fél csak 24 százalékot volt hajlandó elfogadni, így ebben a formában a terv nem ment át. 1994 januárjában Izetbegović két különböző felosztási tervet bocsátott Tuđman rendelkezésére, de mindkettőt elutasították.

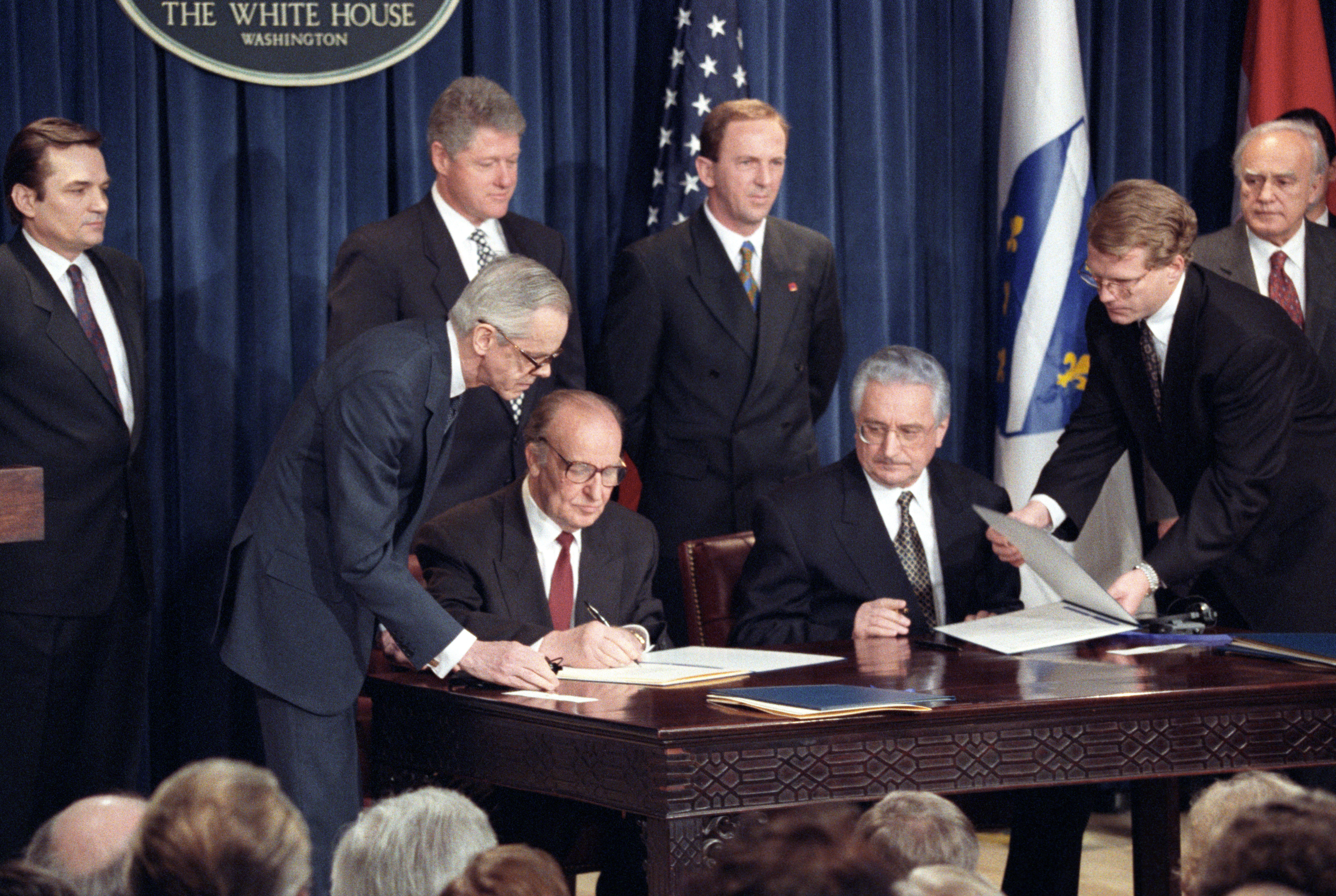
A washingtoni megállapodás aláírása 1994. március 18-án

1994 februárjában az ENSZ főtitkára arról számolt be, hogy 3-5000 horvát reguláris katona tartózkodik Bosznia-Hercegovinában, és az ENSZ Biztonsági Tanácsa elítélte Horvátországot, figyelmeztetve, hogy ha nem lesz vége „a beavatkozás minden formájának komoly intézkedésekre kerül sor”. A boszniai kormány 20 000-re tette ezt a számot, és inváziónak nevezte azt. Ugyanebben a hónapban Bobant és a HVO keményvonalasait eltávolították a hatalomból,  valamint a „bűnöző elemeket” az ARBiH-ból.
Február 26-án Washingtonban tárgyalások kezdődtek a bosnyák kormány vezetői és Mate Granić horvát külügyminiszter között, hogy megvitassák az állandó tűzszünet lehetőségét, valamint a bosnyák és horvát régiók konföderációját. Ekkorra Bosznia-Hercegovina HVO által ellenőrzött területe 20 százalékról 10 százalékra csökkent. Erős amerikai nyomásra március 1-jén Washingtonban ideiglenes megállapodás született a horvát-bosnyák szövetségről. Március 18-án az amerikai elnök által szervezett ünnepségen, a Bill Clinton amerikai elnök, Haris Silajdžić boszniai miniszterelnök, Mate Granić horvát külügyminiszter és Krešimir Zubak, Herceg-Bosznia elnöke aláírta a tűzszüneti megállapodást. A megállapodást Alija Izetbegović boszniai elnök és Franjo Tuđman horvát államfő is aláírta, amivel gyakorlatilag véget vetettek a horvát-bosnyák háborúnak. A megállapodás értelmében a horvát és bosnyák kormányerők által birtokolt egyesített területet tíz autonóm kantonra osztották fel.
Bár a HVO-nak a felfegyverzés tekintetében előnye volt, a mostari csata patthelyzettel végződött, és a várost etnikai hovatartozás alapján két részre osztották. Mostar egy átmeneti kétéves időszakra az EU igazgatása alá került, amelynek során „egyetlen, önfenntartó és többnemzetiségű közigazgatási területként” kellett újra integrálni. Május 23-án az ENSZ megkötötte a Mostar térségében való szabad mozgásról szóló megállapodást, de Mostar város lakói továbbra sem utazhattak a város keleti és nyugati része között. A nyugat-mostari a horvát vezetők mindkét megállapodás ellen tiltakoztak. Mostar püspöke azzal érvelt, hogy ez egy horvát többségű város, amely a katolikus Herceg-Bosznia része, és hogy az EU közigazgatása nem a nép akarata.
Néhány hónappal a washingtoni megállapodás után a horvát kormány folytatta az irredentizmus politikáját. Egy „Novi list” jelentés szerint Ivić Pašalić, aki Tuđman kulcsfontosságú tanácsadója volt, és az ő nevében járt el, egy háromfős delegációt vezetett Banja Luka közelébe, hogy megvitassák Karadžićcsal Bosznia és Hercegovina felosztását. A találkozón Karadžić terület- és lakosságcseréket javasolt, ami Tuđmant nagyon érdekelte.

## Következmények

### Áldozatok
Az ostrom körülbelül 2000 ember halálát okozta. Ewa Tabeau jelentése szerint, amelyet az ICTY is felhasznált, 1993 májusától a konfliktus végéig Kelet-Mostarban legalább 539 ember halt meg. Ez a szám nem tartalmazza azt a 484 halálesetet, amelynél a halál helye ismeretlen volt, de az ostrom alatt történtek. Az 539 haláleset 49,5%-a civil, 50,5%-a pedig katona volt.

### Demográfiai változások
A háború előtt Mostarban 43 037 horvát, 43 856 bosnyák, 23 846 szerb és 12 768 jugoszláv élt. Mostar nyugati, délnyugati és déli része volt horvát többségű. Mostar északi részén és az óvárosában relatív bosnyák többség volt, Mostar délkeleti részén pedig abszolút bosnyák többség volt. Az 1997-es adatok szerint az 1991-ben horvát relatív többségű települések tiszta horvát, a bosnyák többségű települések pedig tiszta bosnyákok népességűek lettet. A lakosság elvándorlása és kiűzése miatt a háború alatt Kelet-Mostarba Kelet-Hercegovinából, Stolacból, Čapljinából és Nyugat-Mostarból több mint 30 000 ember kényszerült betelepülni. Nyugat-Mosztárba Bosznia középső részéből, Szarajevóból, Jablanicából és Konjicból körülbelül 17 000 lakóhelyüket elhagyni kényszerült ember érkezett. A jelek szerint Nyugat-Mostarban szándékos horvát kormányzati projekt zajlott a demográfiai és politikai ellenőrzés megteremtése érdekében a horvátok odatelepítésére. Az International Crisis Group megfigyelte, hogy „1991 szűk bosnyák többsége jelentős horvát többséggé vált”.

### A pusztítás mértéke
Mostar volt „Bosznia-Hercegovina legjobban lerombolt városa”. A pusztítással leginkább érintett terület a bosnyákok lakta Keleti-Mostar és Nyugat-Mostar bosnyák része volt, ahol az épületek körülbelül 60 és 75 százaléka semmisült meg vagy rongálódott meg nagyon súlyosan. A horvátok lakta Nyugat-Mostarban az épületek mintegy 20 százaléka sérült meg súlyosan vagy semmisült meg teljesen, főként a Boulevar ellenséges vonal nyugati oldalán. A pusztítás a becslések szerint a város 17 500 lakóegységéből 6500-at érintett.

## Az újjáépítés

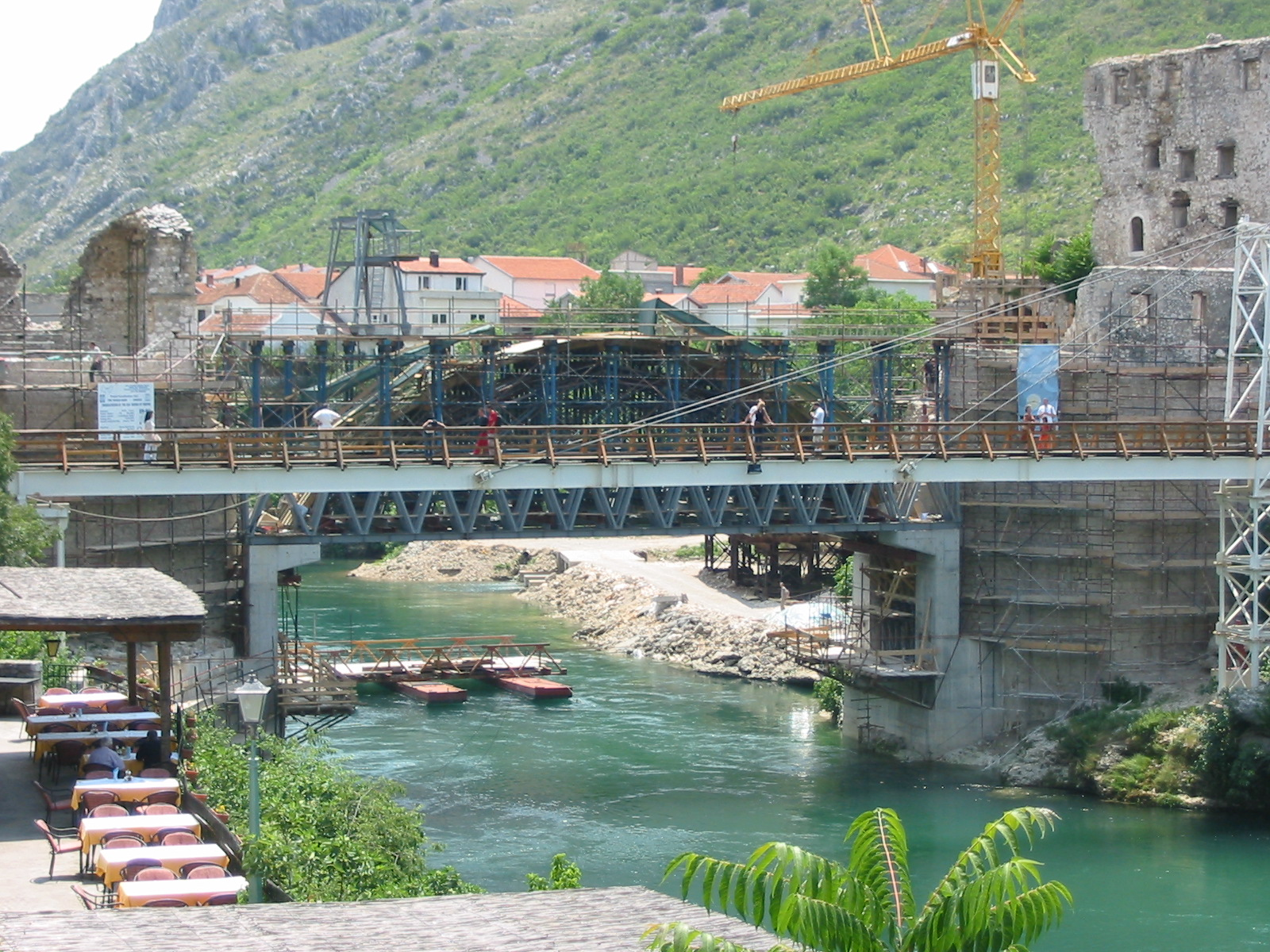
A mostari Öreg híd újjáépítése

A háború befejezése után felmerült a híd újjáépítésének terve. A Világbank, az Egyesült Nemzetek Nevelésügyi, Tudományos és Kulturális Szervezete (UNESCO), az Aga Khan Trust for Culture és a World Monuments Fund együttműködési megállapodást kötött az Öreg híd és Mostar történelmi városközpontjának rekonstrukciójára. További finanszírozást biztosított Olaszország, Hollandia, Törökország, Horvátország és az Európa Tanács Fejlesztési Bankja, valamint a boszniai kormány. 1998 októberében az UNESCO nemzetközi szakértői bizottságot hozott létre a tervezési és rekonstrukciós munkálatok felügyeletére. Úgy döntöttek, hogy ugyanazt a technológiát és anyagokat felhasználva az eredetihez minél hasonlóbb hidat építenek. A hidat az Er-Bu Construction Corp egy török cég, oszmán építési technikákat használva, helyi anyagokból építette újjá. A helyi kőbányákból származó Tenelia követ használták fel, míg a Magyar Honvédség búvárai az eredeti híd köveit emelték ki a folyóból. Az újjáépítés 2001. június 7-én kezdődött. Az újjáépített hidat 2004. július 23-án avatták fel.

## Büntetőeljárások
2013-ban az ICTY elsőfokon a HVO több vezetőjét (Jadranko Prlić, Bruno Stojić, Milivoj Petković, Valentin Ćorić, Berislav Pušić és Slobodan Praljak) ítélte el a boszniai háború alatt elkövetett háborús bűnökkel kapcsolatban. Az ítéletben a kamara megállapította, hogy a HVO mostari jelenléte során több ezer boszniai muszlim és más nem horvát állampolgárt űztek ki a város nyugati részéből, és kényszerítették őket a keleti részre. Sefer Halilovićot ARBiH parancsnokát az ICTY a Neretva '93-as hadművelet során elkövetett háborús bűnökkel vádolta meg, és bűnösnek találta. 2007-ben a bosznia-hercegovinai bíróság az ARBiH nyolc volt katonáját ítélte el horvát hadifoglyok ellen Mostarban elkövetett bűncselekmények miatt. A HVO négy korábbi tagját 2011-ben ítélték el a vajnói börtönben bosnyákok ellen elkövetett bűncselekmények miatt. 2014-ben eljárás indult öt volt ARBiH katona ellen a Mostar melletti Potoci faluban horvátok ellen elkövetett bűncselekmények miatt.

## Fordítás
Ez a szócikk részben vagy egészben  a   Siege of Mostar című angol Wikipédia-szócikk ezen változatának fordításán alapul.  Az eredeti cikk szerkesztőit annak laptörténete sorolja fel. Ez a jelzés csupán a megfogalmazás eredetét és a szerzői jogokat jelzi, nem szolgál a cikkben szereplő információk forrásmegjelöléseként.